# Rinderbügen
Rinderbügen ist ein Stadtteil von Büdingen im hessischen Wetteraukreis.
Der Name leitet sich nicht, wie zu vermuten wäre, von der Rinderzucht ab, sondern von der Eisenverarbeitung (Rinne = Rennofen, büche = Bach). Die Übersetzung ist also ganz einfach: Rennschmiede am Bach. Im Volksmund heißt der Ort deshalb immer noch „Rennerwiche“. Auf einem Mosaik im Eingangsbereich des Dorfgemeinschaftshauses ist dieser Name auch dargestellt.

## Geographische Lage
Rinderbügen liegt fünfeinhalb Kilometer nordöstlich von Büdingen. Zur Gemarkung zählt auch der einen Kilometer südlich vom Dorf gelegene Rinderbügener Hof.

## Ortsgeschichte

### Mittelalter
Rinderbügen wurde erstmals urkundlich am 1. Oktober 1390 als Rynderbiegen erwähnt.
Johann v. Isenburg-Büdingen und Friedrich v. Lißberg bekundeten in dieser Urkunde, dass Ritter Sibold Löw von Steinfurth die Gebrüder Henne und Werner v. Cleen und Gise v. Windhausen ihre Streitigkeiten in einer gutlich, gruntlich, fruntliche Rachtunge behoben hätten. Der Streit ging um ihrer Rechte am Dorf Lichenroth die Eisengruben zu Bracht, der Schmieden zu Wolferborn und Rinderbügen sowie der Wiesen zu Hellstein insbes., wie den beiderseitigen Untertanen Rechtshilfe gewährt werden sollte.
1398 verlieh König Wenzel dem Grafen Johann I. von Isenburg in Büdingen das Gericht Wolferborn zu einem Burglehen. Dieses hatte er mit Friedrich von Lißberg in Ganerbschaft inne. Zu dem Burglehen mit allem Zubehör gehörten die Dörfer Hitzkirchen, Kefenrod, Bindsachsen und Rinderbügen.

### Neuzeit
1517 fiel Rinderbügen an den Grafen Johann von Ysenburg-Büdingen. Von dieser Linie erbte es 1601 Graf Wolfgang Ernst I., der es bei der Teilung von 1628 mit der Herrschaft Büdingen seinem zweiten Sohn Phillip Ernst abtrat. Bei der Teilung von 1687 fiel Rinderbügen der Linie Ysenburg-Büdingen zu und 1816 kam es unter die Oberhoheit von Hessen-Darmstadt.

#### Hexenprozesse
In der Zeit der Hexenverfolgungen spielt sich 1597 ein besonders dramatisches Kapitel Rinderbügener Geschichte ab. Im Februar werden vier Frauen aus dem Ort Rinderbügen beschuldigt, zum Hexensabbat auf dem Hexentanzplatz (Kesslertanz) gewesen zu sein. Die Namen dieser Frauen lauten:
- Margreth, Hans Fausten Frau,
- Anna, Hanß Datten Frau,
- Anna, Fritz Dietrichs Frau,
- Crein, Lips Hoffmanns Frau.

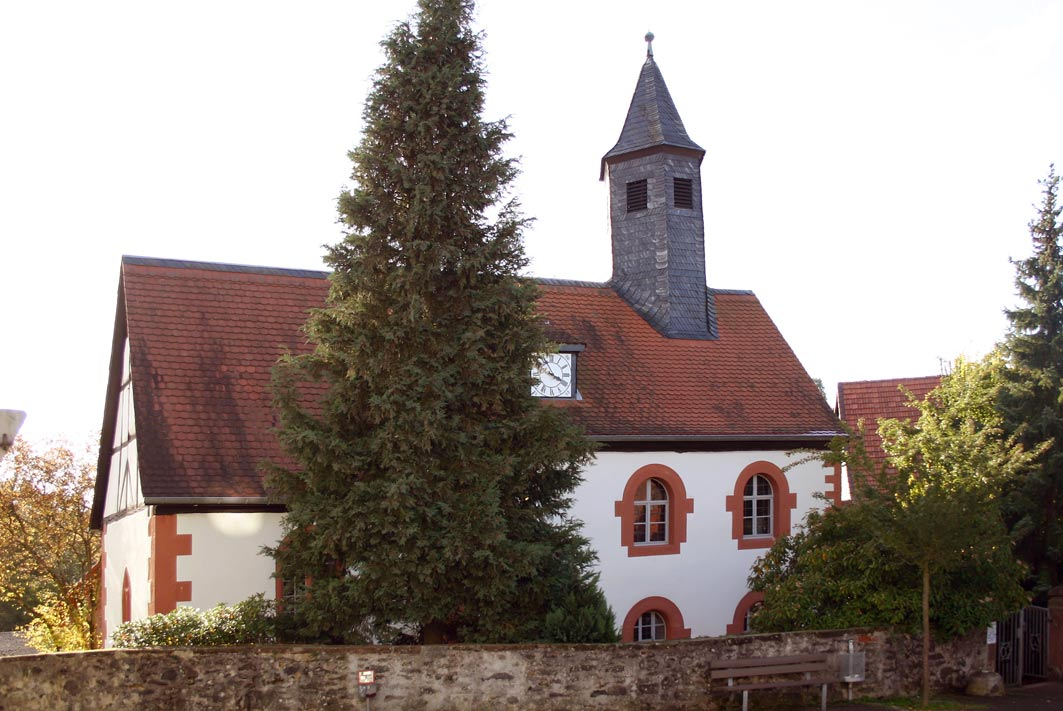
Kirche in Rinderbügen

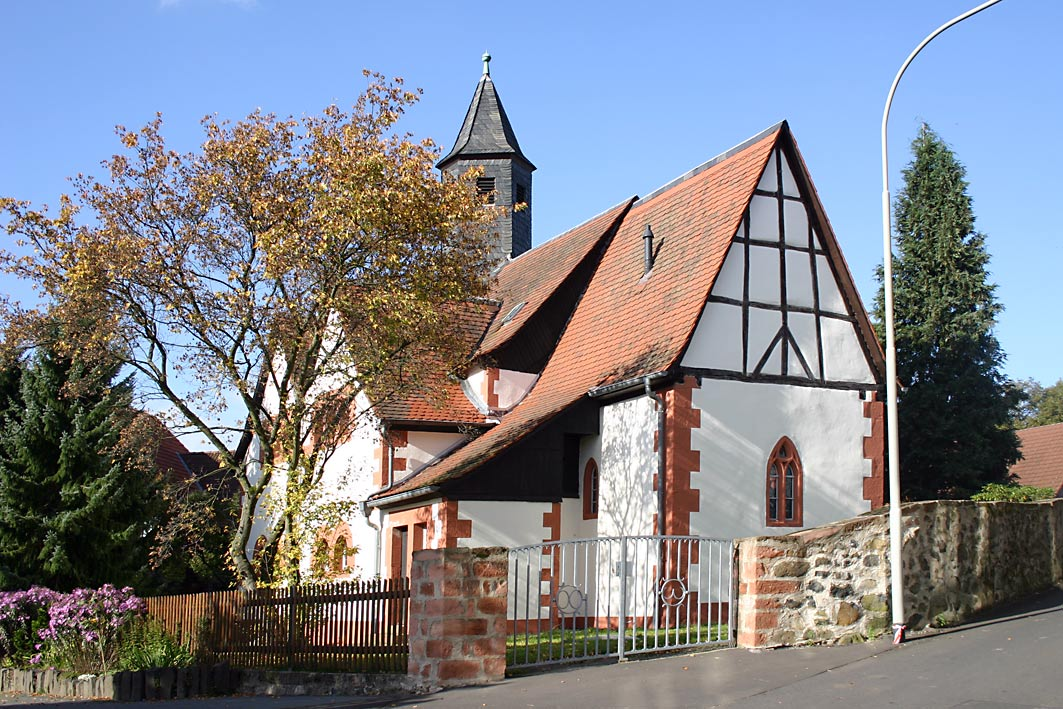
Kirche in Rinderbügen

Die vier Frauen werden der fortgesetzten Hexerei an Menschen, Vieh und Wetter beschuldigt. Am 8. Mai 1597 werden sie verhaftet und in Birstein in den „Turm“ gelegt.
Am 4. Mai 1597 beruft der Graf die Mitglieder des Gerichtes, darunter den Hofprediger Anton Praetorius. Die juristische Fakultät der Universität Marburg entscheidet in einem juristischen Gutachten, dass die Verhängung der Folter rechtmäßig ist.
Als die Folter beginnt, erhängen sich nachts zwei Angeklagte in der Zelle.
Am 5. Juli berichtet der Ehemann der Angeklagten Katharina Hoffmann, dass seine Frau schwanger sei und bittet um Milde. Nach Beratungen des Gerichts wird die Hochschwangere nach Bezahlung einer größeren Geldsumme am 23. Juli morgens um 6 Uhr vor dem Frühstück entlassen.
Anna, Fritz Dietrichs Frau, Mutter von 9 Kindern, die vor 20 Jahren nach Rinderbügen zugewandert ist, wird am 1. Juli gefoltert. Die gequälte Frau bleibt standhaft und beteuert nach wie vor ihre Unschuld. Nach einigen Tagen wird Frau Anna Dietrich nochmals „peinlich befragt“.
Als die nochmalige Folterung in der Öffentlichkeit bekannt wird, bildet sich unter Anführung des Hofpredigers eine Demonstration. Die Leute protestieren gegen die Todesfälle der Frauen in der Untersuchungshaft und fordern die Einhaltung der Menschenrechte auch für die Angeklagten. Nach tumultartigen Szenen im Gericht wird die Folter abgebrochen.
Der Schreiber der gräflichen Kanzlei hielt diesen ungewöhnlichen Vorfall fest: „Weil der Pfarrer alhie heftig dawieder gewesen, als man die Weiber peinigte, also ist es diesmal deßhalben unterlassen worden.“ Aus den Akten wird deutlich, dass der Pfarrer derart gegen die Folter wetterte, dass der Prozess beendet und die noch lebende Gefangene freigelassen wurde.
Hessische Gebietsreform (1970–1977)
Zum 31. Dezember 1971 wurde die bis dahin selbständige Gemeinde Rinderbügen im Zuge der Gebietsreform in Hessen auf freiwilliger Basis als Stadtteil in die Stadt Büdingen eingegliedert. Für Rinderbügen wurde ein Ortsbezirk errichtet.

### Verwaltungsgeschichte im Überblick
Die folgende Liste zeigt die Staaten und Verwaltungseinheiten, denen Rinderbügen angehört(e):
- vor 1806: Heiliges Römisches Reich, Grafschaft Isenburg-Büdingen, Amt Büdingen
- ab 1806: Fürstentum Isenburg (Rheinbund),[Anm. 2] Amt Büdingen
- ab 1813: Generalgouvernement Frankfurt,[Anm. 3] Amt Büdingen
- ab 1815: Kaisertum Österreich,[Anm. 4] Amt Büdingen
- ab 1816: Großherzogtum Hessen (Souveränitätslande),[Anm. 5] Provinz Oberhessen, Amt Büdingen[14] (zur Standesherrschaft Isenburg gehörig)
- ab 1822: Großherzogtum Hessen, Provinz Oberhessen, Landratsbezirk Büdingen[15][Anm. 6]
- ab 1848: Großherzogtum Hessen, Regierungsbezirk Nidda
- ab 1852: Großherzogtum Hessen, Provinz Oberhessen, Kreis Büdingen
- ab 1867: Norddeutscher Bund, Großherzogtum Hessen, Provinz Oberhessen, Kreis Büdingen
- ab 1871: Deutsches Reich, Großherzogtum Hessen, Provinz Oberhessen, Kreis Büdingen
- ab 1918: Deutsches Reich, Volksstaat Hessen, Provinz Oberhessen, Kreis Büdingen
- ab 1938: Deutsches Reich, Volksstaat Hessen, Landkreis Büdingen[16][Anm. 7]
- ab 1945: Deutsches Reich, Amerikanische Besatzungszone,[Anm. 8] Groß-Hessen, Regierungsbezirk Darmstadt, Landkreis Büdingen
- ab 1946: Deutsches Reich, Amerikanische Besatzungszone, Hessen, Regierungsbezirk Darmstadt, Landkreis Büdingen
- ab 1949: Bundesrepublik Deutschland, Hessen, Regierungsbezirk Darmstadt, Landkreis Büdingen
- ab 1972: Bundesrepublik Deutschland, Hessen, Regierungsbezirk Darmstadt, Wetteraukreis, Stadt Büdingen

### Bergbau
An dem Abhang zwischen dem Dorf und dem Hof Rinderbügen trat Kohle zu Tage und bestand, einen halben Meter stark, fast nur aus junger, minderwertiger Braunkohle (Lignit). Sie erstreckte sich durch das ganze Plateau südöstlich von Rinderbügen bis in den Büdinger Wald hinein. Nachdem der Abbau über 200 Jahre durch technische Schwierigkeiten nicht möglich war, konnte nach dem Krieg 1870/71 die „Zeche Hedwig“ eröffnet werden. Von einem oberhalb von Rinderbügen heute noch erhaltenen Zechenhaus führte eine Drahtseilbahn zur Landstraße nach Büdingen, von wo der Weitertransport mit Pferdewagen erfolgte. Unter der Ortsmitte selbst wurde bei einer Bohrung 1936 ein 15 cm starker Braunkohleflöz festgestellt.

## Bevölkerung
Einwohnerstruktur 2011
Nach den Erhebungen des Zensus 2011 lebten am Stichtag dem 9. Mai 2011 in Rinderbügen 1056 Einwohner. Darunter waren 36 (3,4 %) Ausländer.
Nach dem Lebensalter waren 267 Einwohner unter 18 Jahren, 435 zwischen 18 und 49, 222 zwischen 50 und 64 und 159 Einwohner waren älter.
Die Einwohner lebten in 390 Haushalten. Davon waren 93 Singlehaushalte, 114 Paare ohne Kinder und 153 Paare mit Kindern, sowie 24 Alleinerziehende und 6 Wohngemeinschaften. In 60 Haushalten lebten ausschließlich Senioren und in 283 Haushaltungen lebten keine Senioren.
Einwohnerentwicklung
| Rinderbügen: Einwohnerzahlen von 1834 bis 2022 | Rinderbügen: Einwohnerzahlen von 1834 bis 2022 | Rinderbügen: Einwohnerzahlen von 1834 bis 2022 | Rinderbügen: Einwohnerzahlen von 1834 bis 2022 | Rinderbügen: Einwohnerzahlen von 1834 bis 2022 |
| --- | ---------------------------------------------- | ---------------------------------------------- | ---------------------------------------------- | ---------------------------------------------- |
| Jahr |                                                |                                                |                                                | Einwohner                                      |
| 1834 | 1834                                           |                                                | 344                                            | 344                                            |
| 1840 | 1840                                           |                                                | 390                                            | 390                                            |
| 1846 | 1846                                           |                                                | 411                                            | 411                                            |
| 1852 | 1852                                           |                                                | 404                                            | 404                                            |
| 1858 | 1858                                           |                                                | 360                                            | 360                                            |
| 1864 | 1864                                           |                                                | 401                                            | 401                                            |
| 1871 | 1871                                           |                                                | 391                                            | 391                                            |
| 1875 | 1875                                           |                                                | 441                                            | 441                                            |
| 1885 | 1885                                           |                                                | 398                                            | 398                                            |
| 1895 | 1895                                           |                                                | 450                                            | 450                                            |
| 1905 | 1905                                           |                                                | 458                                            | 458                                            |
| 1910 | 1910                                           |                                                | 455                                            | 455                                            |
| 1925 | 1925                                           |                                                | 465                                            | 465                                            |
| 1939 | 1939                                           |                                                | 496                                            | 496                                            |
| 1946 | 1946                                           |                                                | 695                                            | 695                                            |
| 1950 | 1950                                           |                                                | 687                                            | 687                                            |
| 1956 | 1956                                           |                                                | 658                                            | 658                                            |
| 1961 | 1961                                           |                                                | 621                                            | 621                                            |
| 1967 | 1967                                           |                                                | 745                                            | 745                                            |
| 1970 | 1970                                           |                                                | 767                                            | 767                                            |
| 1980 | 1980                                           |                                                | ?                                              | ?                                              |
| 1990 | 1990                                           |                                                | ?                                              | ?                                              |
| 2000 | 2000                                           |                                                | ?                                              | ?                                              |
| 2011 | 2011                                           |                                                | 1.056                                          | 1.056                                          |
| 2014 | 2014                                           |                                                | 1.040                                          | 1.040                                          |
| 2022 | 2022                                           |                                                | 987                                            | 987                                            |
| Datenquelle: Historisches Gemeindeverzeichnis für Hessen: Die Bevölkerung der Gemeinden 1834 bis 1967. Wiesbaden: Hessisches Statistisches Landesamt, 1968. Weitere Quellen: LAGIS; Stadt Büdingen; Zensus 2011 |                                                |                                                |                                                |                                                |

Historische Religionszugehörigkeit
| • 1961: | 566 evangelische (= 91,14 %), 48 katholische (= 7,73 %) Einwohner |

## Politik
Für Rinderbügen besteht ein Ortsbezirk (Gebiete der ehemaligen Gemeinde Rinderbügen) mit Ortsbeirat und Ortsvorsteher nach der Hessischen Gemeindeordnung.
Der Ortsbeirat besteht aus fünf Mitgliedern. Bei den Kommunalwahlen in Hessen 2021 betrug die Wahlbeteiligung zum Ortsbeirat 48,37 %. Alle Kandidaten gehörten der „Unabhängige Wählerliste Rinderbügen“ an. Der Ortsbeirat wählte Karsten Farr zum Ortsvorsteher.

## Kultur und Sehenswürdigkeiten

### Bauwerke

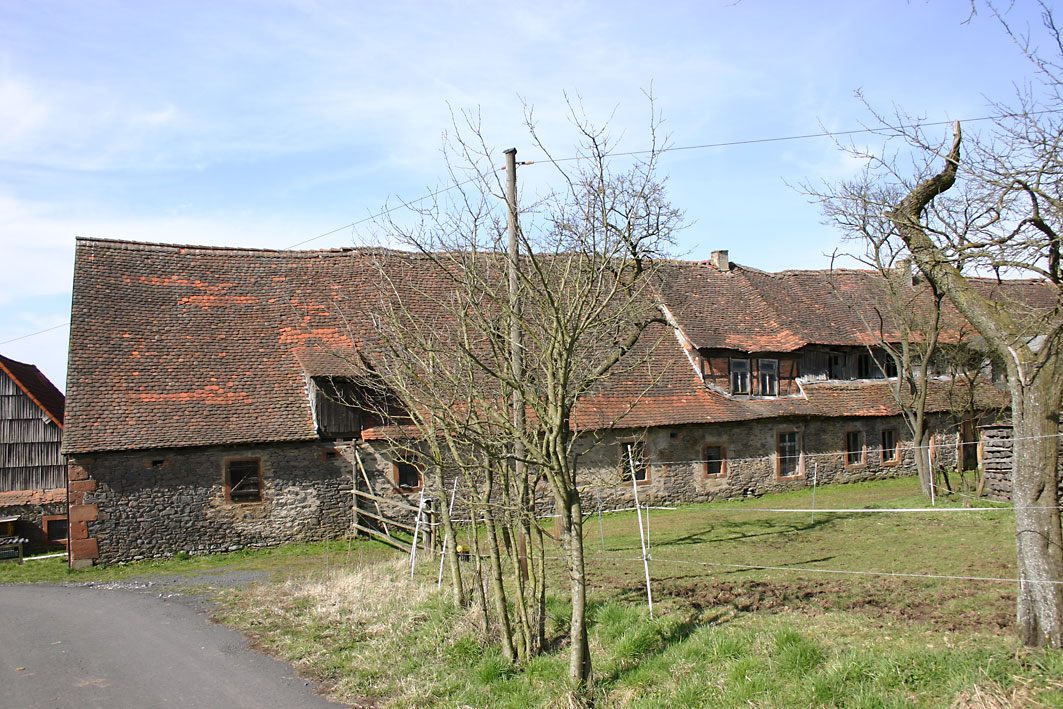
Rinderbügener Hof

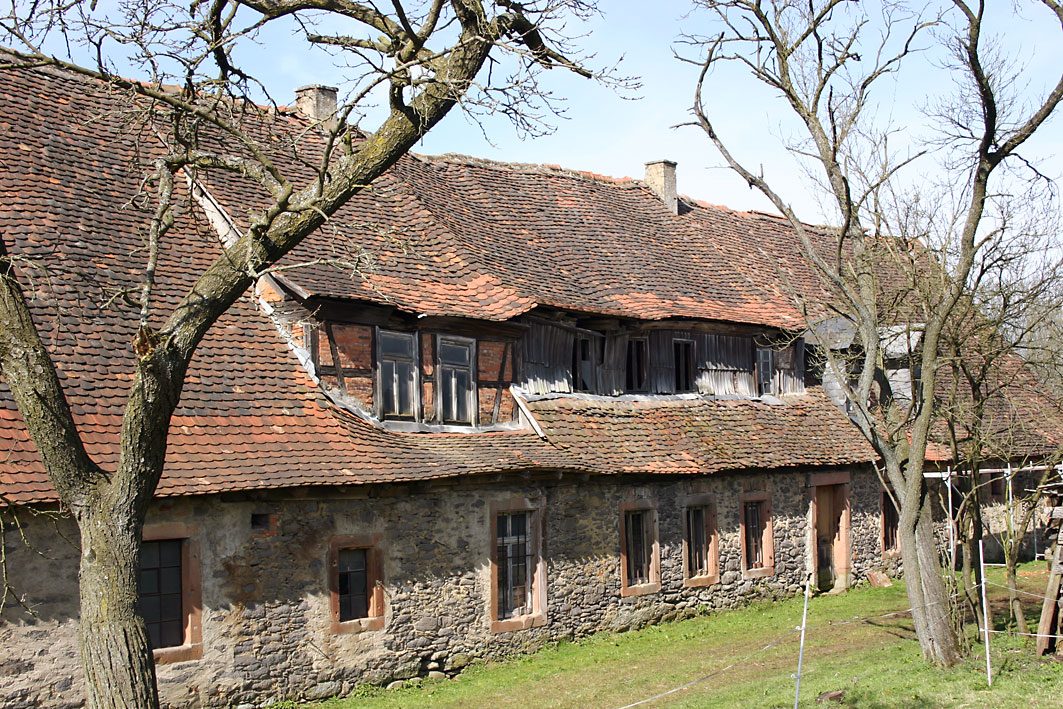
Rinderbügener Hof

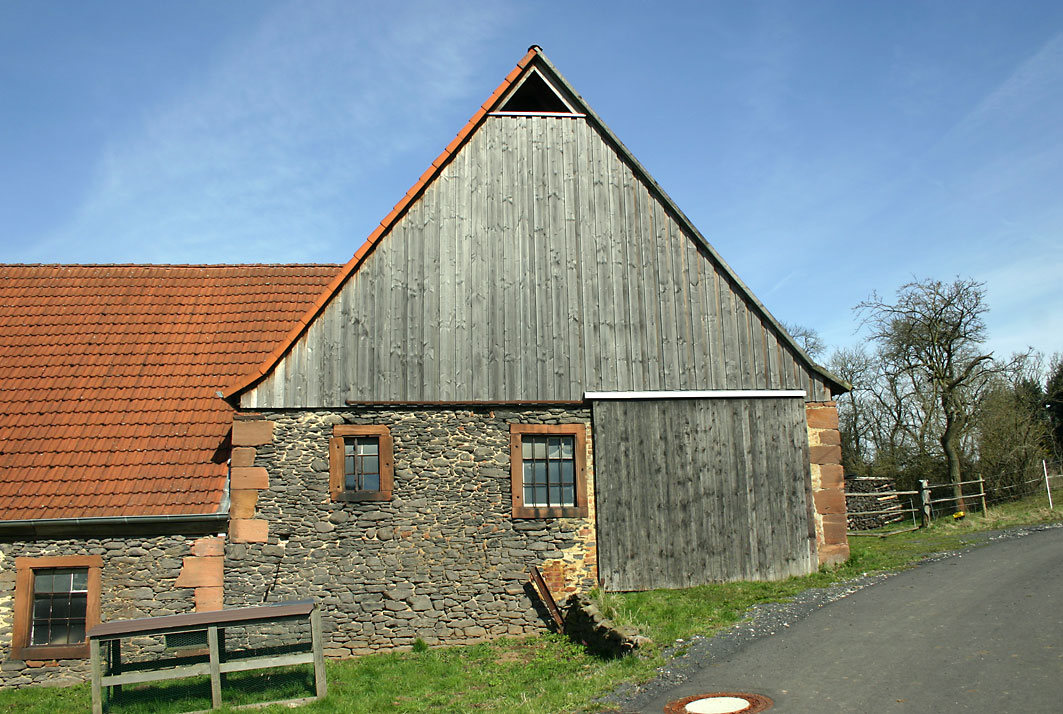
Rinderbügener Hof

- Gesamtanlage Rinderbügener Hof. Barocker Ökonomiehof mit Herrenhaus und Wirtschaftsgebäuden in Bruchstein. Einfache, quadratische Hofanlage, die Architektur in sparsamer Ausprägung. Entstanden in der 2. Hälfte des 18. Jahrhunderts.[22]
- Evangelische Kirche (Sankt Laurentius und Katharina). 2021 wurde erkannt[23], dass Altarkreuz und Altarbekleidung durch den Darmstädter Künstler Ernst Riegel 1913 gefertigt wurden.[24] Schenkung durch das Haus Ysenburg, 1913.
- Zechenhaus
- Alte Schule
- Backhaus

### Regelmäßige Veranstaltungen
- Fremdensitzung (MGV)
- Kinderfasching (BVR)
- Maifeuer und Maifeier (Ski-Club)
- Vatertagsgrillfest an Christi Himmelfahrt (MGV)
- Tag der Feuerwehr mit Sommernachtsfest (Freiwillige Feuerwehr)
- Oktoberfest (BVR)
- Adventssingen (MGV)
- Würstchenwürfeln (Jugendfeuerwehr)
- diverse Tagesausflüge, bzw. Skifreizeiten verschiedener Vereine

### Vereine
- Männergesangverein „Eintracht“ Rinderbügen 1888
- Freiwillige Feuerwehr Rinderbügen
- Ski-Club Rinderbügen
- Ballspiel Verein Rinderbügen 1966
- Landfrauenverein Rinderbügen
- Natur- und Vogelschutzgruppe Rinderbügen
- Lebendiges Rinderbügen

## Persönlichkeiten

### Ehrenbürger
- 1933 – (aberkannt[Anm. 9]) Adolf Hitler (* 20. April 1889 in Braunau am Inn; † 30. April 1945 in Berlin), Reichskanzler/Führer
- 1933 – (erloschen) Dr. Ferdinand Werner (* 27. Oktober 1876 in Weidenhausen, Kreis Biedenkopf; † 5. März 1961 in Gießen) war der erste nationalsozialistische Staatspräsident Hessens, Staatspräsident und Ministerpräsident von Hessen (NSDAP)

### Söhne, Töchter und bekannte Einwohner des Ortes
- Peter Niess (* 4. Februar 1895; 21. August 1965), Gewerbeoberlehrer und Ehrenbürger der Stadt Büdingen.
- Andrea Rahn-Farr, Vorsitzende des Regionalbauernverbandes Wetterau/Frankfurt, Vertreterin der Landwirte im ZDF-Fernsehrat, Vorsitzende des FDP-Landesausschusses für den ländlichen Raum, Ernährung, Landwirtschaft und Forsten.[25]